# Chefferie de Bafut
La chefferie de Bafut est une des chefferies traditionnelles au Cameroun située dans la région du Nord-Ouest. L'ensemble architectural est composé d'un palais, d'une forêt sacrée jouxtant la résidence du chef supérieur, d'une résidence des hôtes, des lieux de culte, de quartiers de femmes et de loges de sociétés secrètes situé à Bamenda dans la région du Nord-Ouest du Cameroun. Elle abrite la famille du fon, l'autorité régionale traditionnelle.
Ce site camerounais est inscrit sur la liste indicative du Patrimoine mondial de l'UNESCO depuis le 18 avril 2006.

## Localisation
La chefferie se situe dans la région du Nord-Ouest du Cameroun, dans le département de la Mezam, à une distance d'environ 18 km de la ville la plus proche, Bamenda, à 320 km de la capitale économique Douala et à 293 km de la capitale politique Yaoundé (6° 5′ 19.70″ de latitude N et 10° 6′ 49.57″ de longitude E).

## Toponymie
Le nom Bafut vient historiquement de l'unification de deux villages Bukari et Mbebili pour former Ba Feurlu, à la suite de la colonisation allemande du Cameroun, la prononciation a été modifiée pour former le nom actuel Bafut . La chefferie signifie fondom. Le chef traditionnel se nomme Mfor, les objets du palais se nomment njoo ntoh. La société régulatrice de la communauté, symbolisant le pouvoir central se traduit en kwifor . Le sanctuaire du village se traduit par Achum.

## Protection
Le projet de protection du patrimoine voit le jour en 1982 avec le projet de développement communautaire Village Community Project (VCP); un projet financé par le Fonds européen de développement (FED). En 1993, le projet d'établir la chefferie de Bafut en patrimoine mondial reçoit un nouveau souffle via Le Mfor Abumbi II et ses principaux notables qui décident d'agir pour la sauvegarde du patrimoine culturel du peuple Bafut. Les objectifs principaux de sauvegarde et de conservation du patrimoine sont clairement exposés par RN Asombang, il s'agit notamment de : préserver une ressource culturelle d'une valeur notable, faciliter l'accès aux collections traditionnellement entreposées dans la réserve personnelle du mfor et les maisons des sociétés secrètes, développer le tourisme culturel, insuffler les politiques de développement culturel via les initiatives de création des musées et enfin de lutter contre le vol et le trafic illicite des œuvres d'art.
La chefferie, qui est à l’épicentre du conflit qui règne dans les régions anglophones du pays et a subi à plusieurs reprises des attaques de soldats du Bataillon d'intervention rapide. Le 24 septembre 2019. A cette occasion, ils ont tiré sur le frère du Fon, qui a été blessé.

## Ensemble architectural

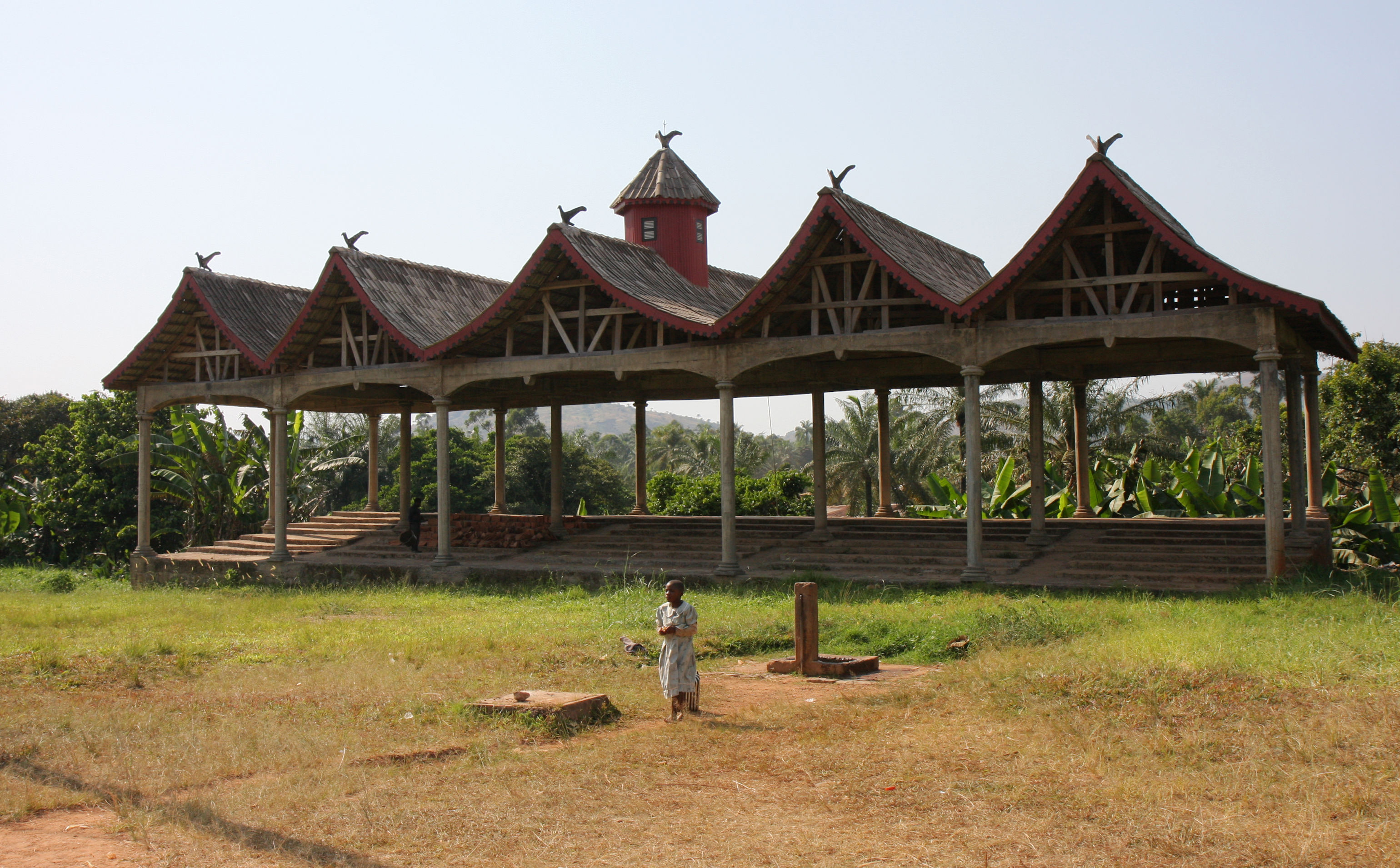
Barrière de la chefferie

La chefferie comprend plus de 50 bâtiments disposés autour d'un sanctuaire et est entouré d'une forêt sacrée. 
Les maisons sont essentiellement construites en briques de terre cuite couvertes de toitures en tuiles.  Au centre de ce parterre d'environ cinquante bâtiments, se trouve le sanctuaire Achum, qui est l'élément le plus important du point de vue architectural et surtout religieux. Ce monument, destiné à l'origine au culte des ancêtres, a été reconstruit vers les années 1910 après sa destruction en 1907 par les Allemands. Le sanctuaire, fait en matériaux locaux (bois sculpté, bambou, pailles) par le biais d'un sculpteur, est parmi les plus anciennes structures traditionnelles du Cameroun. La forêt sacrée, quant à elle, regorge de nombreuses essences médicinales et espèces ligneuses spécifique de la région. 

### Culture et patrimoine
Parmi les objets recensés dans le palais, nombreux sont encore utilisés occasionnellement de façon mensuelle ou annuelle, ou lors des occasions exceptionnelles telles les funérailles, les mariages. Les sites touristiques à visiter sont les suivants : la case du tambour qui symbolise le doyen de la tradition, la pierre du sacrifice, la case sacrée (Achum) donc l'accès n'est réservé qu'aux chefs et aux notables, le site des lieux sacrés regroupant des vestiges importants (objets de sacrifices, trophées de guerre, masques et autres), le domaine des épouses du chef, le domaine des reines mères, les musées, le centre artisanal (Bafut Presscraft Center).   

### Musée de la chefferie

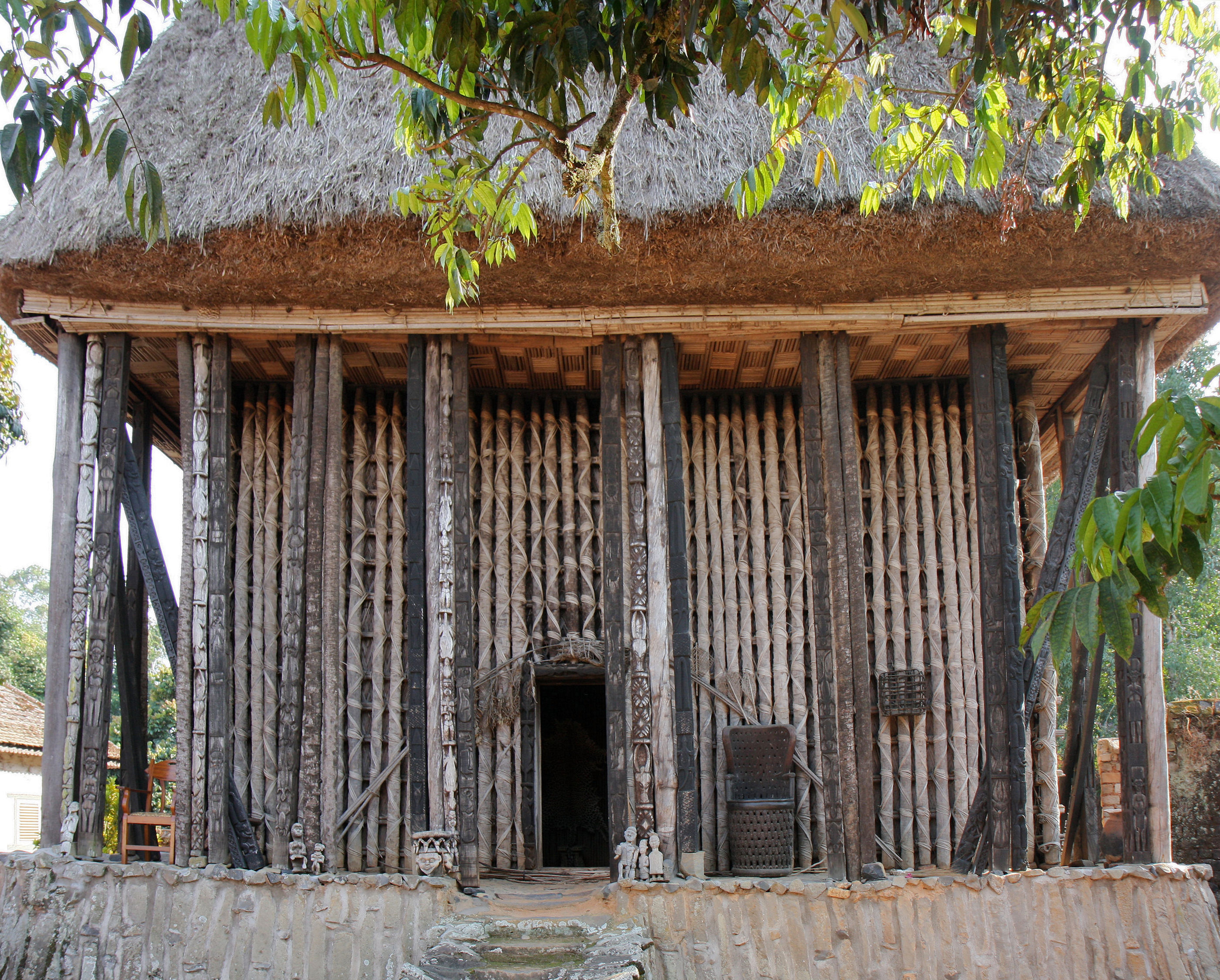
Ancienne case royale

Le projet de création du musée de la chefferie date de 1993. Son principal instigateur est le mfor Arumbi II, qui pour faire face aux problèmes de stockage et de préservation des objets entreposés au sein de sa résidence décide de leur accorder un traitement beaucoup plus approprié . Une équipe chargée de la conception du projet est mise sur pied, cette équipe est composée du chef traditionnel, de quelques-uns de ces notables dont Raymond N. Asombang archéologue et professeur à l'université de Yaoundé I au Cameroun. En 1994, l'archéologue rédige un projet pour le musée : The Bafut Palace Museum Project. Le dit document recadre les principaux objectifs du projet, il s'agit notamment de préserver une ressource culturelle d'une valeur inestimable conservée dans les conditions déplorables, faciliter l'accès aux collections aux touristes, développer le tourisme culturel, susciter les initiatives analogues dans les chefferies voisines (Bali, Nkom, Nso'), et enfin lutter contre le vol et le trafic illicite des œuvres d'art. Parmi les objets sacrés, une partie relève des régalia qui constituent les emblèmes du pouvoir souverain, cet ensemble se décline sous la dénomination de njooh tooh. Lors de toute manifestation publique, le chef du village est le seul à arborer ses insignes qui l'identifient de manière unique de ses partisans. La spécificité de ces objets se situe à deux niveaux. Au niveau formel, ces objets sont faits en matériaux rares, précieux et durables, tels l'ivoire, le cuivre, les perles ou bois durs ; leur iconographie compte des motifs figuratifs, symboliques ou abstraits, tandis que leur ornementation se caractérise par les jeux de couleurs et de matières très recherchées. Au niveau fonctionnel, les régalias traduisent le caractère divin du chef, les trois fonctions dévolues à ceux-ci sont : l'élévation (sièges, lits d'apparat, dent d'éléphant), la protection (parasol, coiffe) et magnificence  (cannes, coutelas, chasse-mouches).
Le 24 septembre 2019, lors de la crise anglophone au Cameroun, au moins 10 militaires du Bataillon d'intervention rapide (BIR) ont attaqué le palais de la chefferie de Bafut pendant une cérémonie, à la recherche peut⁻être de séparatistes, et se sont livrés au pillage du musée de la chefferie, dérobant plusieurs objets précieux, notamment un masque de bronze du XVIIIe siècle et des colliers en or. En septembre 2018, des militaires du BIR avaient déjà détruit des parties du toit de la chefferie.

## Histoire
Le royaume Bafut est établi il y a maintenant plus d'un demi millénaire. Le peuple Bafut, d'origine semi Bantou - Tikar immigre de la région de l'Adamoua vers la région du Nord Ouest au XVe siècle. Selon la tradition orale, Mfor Feurlu fonde le royaume via l'unification de deux villages, Bukari et Mbelili.
La colonisation fut néfaste pour le peuple Bafut qui vit détruit une partie majeure de son village par les Allemands entre la période allant de 1900 à 1910, c'est durant cette période que la case traditionnelle, considérée comme l'un des sites les plus sacrés, fut détruite.

## Population
Le peuple Bafut est à le bâtisseur de ce patrimoine. Leur attachement aux valeurs et coutumes de la tradition en ont fait les gardiens de celle-ci. En 2005, la population Bafut est d'environ 100 000 habitants pour 420 km2. Durant le mois de décembre, la commémoration de la création du royaume est célébrée dans tout l'ensemble du territoire, il s'agit notamment de célébrer l'unification des tribus et la souveraineté du Fon de Bafut sur son territoire et les sous chefferies .